# Oscar Robertson
Oscar Palmer Robertson (født 24. november 1938) er en amerikansk tidligere professionel basketballspiller, som spillede 14 sæsoner i NBA med Cincinnati Royals og Milwaukee Bucks. Han vandt Most Valuable Player i 1964, og var medlem af All-Star holdet 12 gange.

## Collegekarriere
Robertson var i løbet af college-tiden på  University of Cincinnati en af landets bedste spillere, og han førte sit hold til at vinde 79 kampe imens de kun tabte ni.

## Spillerkarriere

### Cincinnati Royals
Robertson blev draftet af Cincinnati Royals i 1960 igennem et territorial pick. Et territorial pick var designet så hold kunne vælge lokale spillere, og lokalhelten Robertson forblev dermed i Cincinnati. Robertson imponerede fra start, da han i sin første professionelle kamp scorede 21 point, lavede 10 assist og greb 10 rebounds, og fik dermed en triple-double, altså 10+ point, assist og rebounds i en kamp. Robertson blev i sin debutsæson valgt som Rookie of the Year, og var også del af All-Star og All-NBA holdene.
I 1961-62 sæsonen blev Robertson den første spiller nogensinde til at i gennemsnit have en triple-double hver kamp over en sæson, da han i sæsonen i gennemsnit havde 30,8 point, 12,5 rebounds og 11,4 assists per kamp. Robertsons rekord holdte i 55 år, før at en anden spillere havde en triple-double i gennemsnit over en sæson, da Russell Westbrook gjorde det i 2016-17 sæsonen. Han satte i samme sæson også rekorden for flest assist i en enkelt sæson, da han slog Bob Cousys rekord.
Robertson var over de næste sæsoner blandt ligaens absolut bedste, og var meget tæt på at opnå en triple-double sæson igen i 1963-64 sæsonen, hvor han manglede bare 0,1 rebounds per kamp mere for at have en triple-double i gennemsnit. Han blev i 1963-64 sæsonen kåret som ligaens Most Valuable Player.
Cincinnati var i perioden i slutspillet mange år, men var især som resultat af Boston Celtics dominans aldrig i finalen. Efter 1965 havde holdet tilbagegang, og var ikke konkurrencedygtige, på trods af at Robertson stadig var blandt ligaens bedste spillere.

### Milwaukee Bucks
Robertson blev traded fra Royals til Milwaukee Bucks i 1970. Forholdet mellem Robertson og Royals var blevet dårlig som resultat af at det ikke havde lykkedes holdet at blive bedre, men det var stadig et chok hvor billigt Bucks fik Robertson. Robertson blev i Milwaukee holdkammerat med den unge Lew Alcindor, som få år senere ville skifte navn til Kareem Abdul-Jabbar. Robertson og Alcindor dannede den bedste duo i ligaen, og Milwaukee var klart ligaens bedste hold, og marcherede ustoppeligt til finalen, hvor at de vandt alle fire kampe mod Baltimore Bullets. Robertson vandt hermed sit første, og eneste, NBA mesterskab.
Dog Robertson var blevet ældre, spillede han over de næste 3 år en vigtig rolle for Milwaukee, og var med til endnu en tur til finalen, som dog endte med nederlag til Boston Celtics. Efter 1973-74 sæsonen annoncerende den 37-årige Robertson, at han gik på pension.

### Eftermæle
Både Cincinnati Royals, i dag kaldet Sacramento Kings, og Milwaukee Bucks har pensioneret hans nummer til ære for hans tid med klubberne. Robertson blev i 1980 optaget i Naismith Memorial Basketball Hall of Fame.
Robertson huskes især for sine triple-doubles, og hans rekord med 181 triple-doubles over sin karriere holdte frem til 2021, hvor at Russell Westbrook slog den.

## Landsholdskarriere

### Landsholdskarriere
Robertson var med ved de panamerikanske lege i 1959 for USA, hvor det blev til guld. Ved OL 1960 i Rom var Robertson igen med, og amerikanerne stillede med det, der efterfølgende er blevet betegnet som det bedste amatørlandshold nogensinde. Amerikanerne vandt sikkert alle kampe i indledende pulje, og derpå vandt de næsten lige så sikkert deres semifinalepulje. Da de derefter vandt over Italien og verdensmestrene fra Brasilien i finalepuljen, vandt de sikkert guldmedaljerne, mens Sovjetunionen blev nummer to og Brasilien nummer tre.